# Чухліб Тарас Васильович
Тара́с Васи́льович Чухліб (нар. 20 серпня 1966, Ольшаниця) — український історик, доктор наук. Провідний науковий співробітник Інституту історії України НАН України, директор Науково-дослідного інституту козацтва. Заслужений діяч науки і техніки України.
Дослідник ранньомодерної історії України, Польщі і Туреччини, геополітичного розвитку Східної Європи.
Громадський діяч, геополітик, культуролог, краєзнавець. Член наглядової ради Музею становлення Української нації, Українського національного комітету з вивчення країн Центральної і Південно-східної Європи..
Наукові інтереси охоплюють історію міжнародних відносин, дипломатію, зовнішню політику України і Східної Європи у 16—18 століттях, історію козацтва та шляхти, біографістику, музеєзнавство, проблеми відтворення національної пам'яті та збереження культурних цінностей.

## Життєпис
Народився 20 серпня 1966 року в селі Ольшани́ця Рокитнянського району Київської області.
Закінчив історичний факультет НПУ імені М. П. Драгоманова, стажувався у Варшавському університеті. Закінчив Міжнародну школу гуманітарних досліджень країн Центральної та Центрально-Східної Європи (Польща).
Проживав у м. Добропіллі Донецької області та м. Українка поблизу с. Трипілля Київської обл., де навчався у сш. № 2. Служив в Північно-Кавказькому військовому окрузі ЗС СРСР, працював робітником на Київській книжковій фабриці.
Захистив кандидатську дисертацію на тему «Правобережна Україна у сфері геополітичних інтересів країн Східної та Південно-Східної Європи» (1995).
Захистив докторську дисертацію «Український гетьманат у протистоянні держав Європи з Османською імперією» (2008).
Автор 5-ти монографій та близько десятка науково-популярних книг. Учасник міжнародних конференцій в Білорусі, Казахстані, Польщі, Росії, Швейцарії, Туреччині та Україні. Викладав у Львівському національному університеті ім. І. Франка та Полтавському педагогічному університеті ім. В. Короленка. Член спецрад Київського університету ім. Б. Грінченка та Чорноморського університету ім. П. Могили (м. Миколаїв).
Головний редактор наукового щорічника «Український історичний збірник», заступник відповідального редактора наукового видання «Україна в Центрально-Східній Європі (від найдавніших часів до кінця XVIII ст.)». Член редколегій журналів «Архіви України», «Краєзнавство», «Воєнна історія», «Гетьман», «Сіверянський літопис» та ін.
Член спецради Національної Академії Оборони України (2002—2008 рр.), Ради українського козацтва при Президентові України (2005 — 2010 рр.), Національної спілки краєзнавців України..
Керівник секції історії Київської Русі та Козаччини Малої Академії наук (МАН) у м. Києві. Заступник директора Вишгородського державного історико-культурного заповідника (2015—2017 рр.).
Один з керівників Міжнародної оборонно-спортивної громадської організації «Українське козацтво». Один з батьків-засновників Всеукраїнської військово-патріотичної гри «Сокіл-Джура» (2003).
Сержант резерву ЗСУ. Учасник оборони Києва 2022 року.

## Відзнаки і нагороди
Книги неодноразово номінувалися на «Найкращу книгу року» (1999, 2008, 2009, 2010). Видання «„Пакти і конституції“ Української козацької держави (до 300-річчя укладення» Упоряд. Т. Чухліб, М. Трофимук; Львів: «Світ», 2011; 440 с.) отримала перемогу на конкурсі «Книга року — 2011» у номінації «Дослідження/Документи». Книга "За Ідентичність і Незалежність. Війна Росії проти України: історичні передумови, геополітичні паралелі. У двох книгах. (К.: Кліо, 800+752 с.), яка була написана у співавторстві з колективом істориків, стала переможцем «Книги року — 2023». У 2015 р. нагороджений премією НАН України імені Михайла Грушевського.
Нагороджений відзнаками Православної Церкви України, Національної академії наук України, Українського Вільного Козацтва, Київської міської ради, Лисянської ради Черкаської області.

## Основні праці та зібрання
- Зібрання праць Т. Чухліба в е-бібліотеці ЧТИВО [Архівовано 24 жовтня 2012 у Wayback Machine.]
- Козацький устрій Правобережної України. - Київ, 1996.
- Гетьманська Україна (у співавт.). - К.,1999.
- Гетьмани і монархи. Українська держава у міжнародних відносинах 1648 - 1714 рр. - К.,2003 (друге видання - 2005 р.; третє - 2009 р.)
- Козаки та яничари. Україна у християнсько-мусульманських війнах 1500 - 1700-х рр. - К.,2010 (друге видання - 2020 р.).
- Секрети українського полівасалітету: Хмельницький - Дорошенко - Мазепа. - К.,2011.
- Відень 1683: Україна-Русь у битві за "золоте яблуко" Європи. - К.,2013.
- Козаки і татари. Українсько-кримські союзи 1500 - 1700-х рр. - К.,2017.
- Гетьмани України: війна, політика, кохання. - К.,2021.
- Україна XVIII століття на малюнках Йоганна Генріха Мюнца. - К.,2022.
- Козацька Україна та шляхетська Польща: битви, війни, союзи. - К.,2023.
- Праці Т. Чухліба на ресурсі «Український Центр» [Архівовано 24 травня 2013 у Wayback Machine.]
- Зібрання наукових праць Т. Чухліба на сайті Academia.edu [Архівовано 26 червня 2017 у Wayback Machine.]